# Rhosakes
Rhosakes (latinisiert Rhosaces) war im vierten Jahrhundert v. Chr. unter Artaxerxes III. persischer Satrap von Ionien und Lydien. Nach Diodor war er Nachkomme eines der sieben Perser, die im Zusammenhang von Gaumata gegen die Mager vorgingen.
In der von Artaxerxes III. im Winter 342/341 v. Chr. geführten Eroberungsschlacht gegen Ägypten soll er gemeinsam mit dem griechisch-thebanischen Kommandanten Lakrates das vordere der drei Angriffsheere geführt haben, die zuerst gegen Pharao Nektanebos II. vorgingen, während sich Artaxerxes III. zunächst im Hintergrund gehalten haben soll. Das Regiment des Rhosakes und Lakrates soll unter anderem eine große Kavallerie-Einheit umfasst haben.
Die von Diodor vorgenommene Verherrlichung griechischer Feldherren und Soldaten ist markant. Sie werden in seinen Erzählungen immer wieder an vorderster Kriegsfront für besonders schwierige Aufgaben herangezogen, ergänzend sind ihre taktischen Ratschläge gefragt. Diese Eigenschaften spricht Diodor den Persern, Ägyptern oder Sidoniern ab, denn sie sind es, die der griechischen Hilfe bedürfen. Die Angaben von Diodor sind daher insgesamt sehr fragwürdig, weshalb eine sichere historische Bestätigung der beschriebenen Einzelheiten nicht vorgenommen werden kann.